# Les Amants heureux
Les Amants heureux, aussi appelé Les Amants dans la campagne, sont deux tableaux  de Gustave Courbet exécutés vers 1844, conservés au musée des Beaux-Arts de Lyon et au Petit Palais (Paris), le premier étant le prototype du second.

## Histoire des tableaux

### Description
L'artiste a représenté un jeune homme enlaçant une jeune fille, tous deux présentés de profil, le visage tourné vers la gauche du tableau. L'homme n'est autre que l'artiste lui-même, barbu, les cheveux au vent, serrant contre lui la fille aux cheveux roux, lui tenant la main de sa main gauche gantée. 
L'un des premiers titres de cette toile a été La Valse (Pavillon Courbet de 1855, Paris). La version conservée à Paris s'intitule Les Amants dans la campagne. Sentiments du jeune âge.

### Analyse

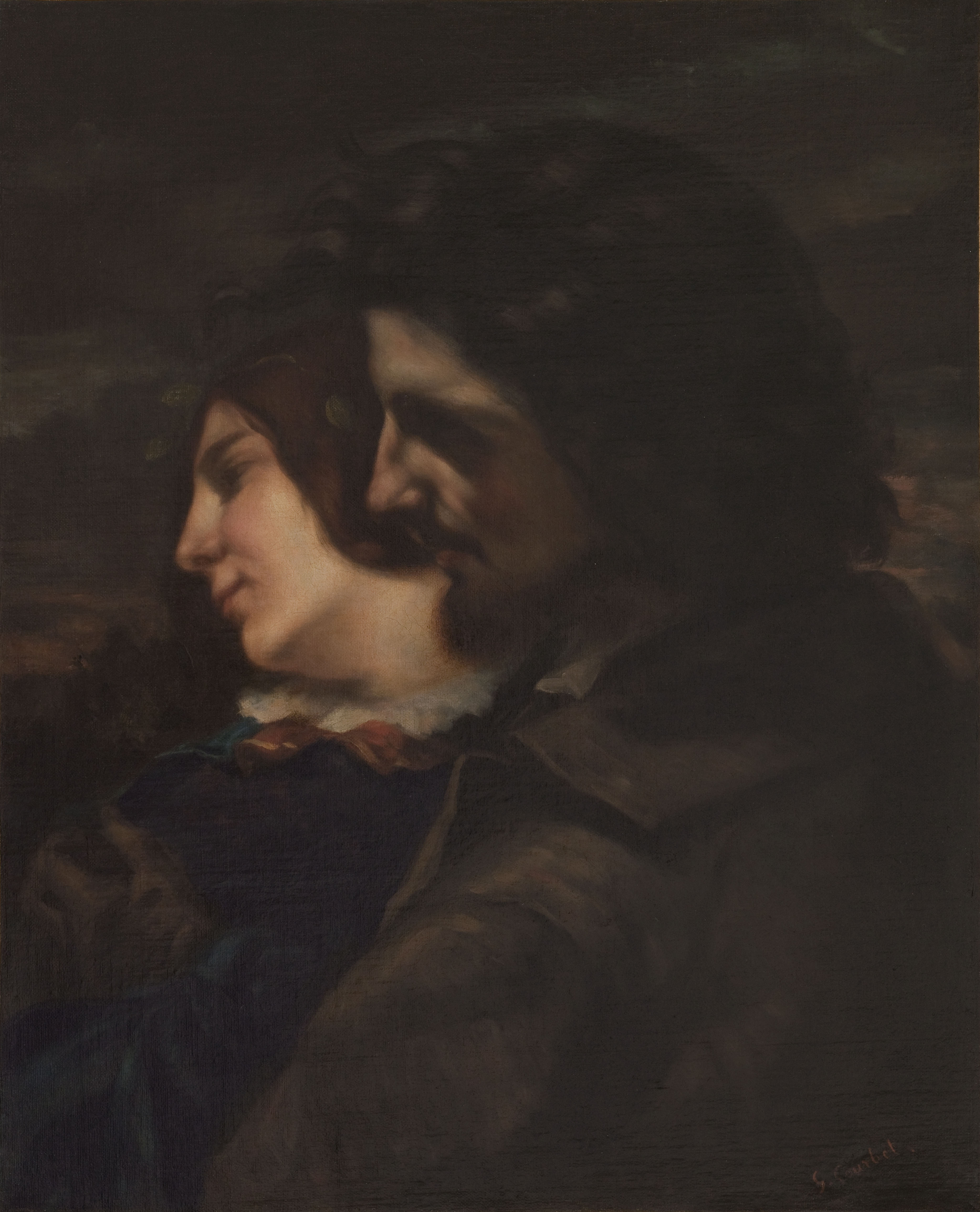
Version du Petit Palais (Paris), 61 x 51 cm.

Par le choix de ce thème, Courbet évoque les amours de jeunesse de deux amoureux appuyés l'un contre l'autre dans le tourbillon d'une valse. Le modèle féminin pourrait être Virginie Binet, la mère du fils de l'artiste, né peu après la réalisation du présent tableau et visible dans Les Cribleuses de blé. On connaît de cette toile plusieurs dessins préparatoires retrouvés dans un carnet du peintre.
Une série de radiographie a permis de déterminer avec certitude que Les Amants conservé à Lyon est antérieur à la version conservée à Paris : l'étude du premier révèle dans les sous-couches des pigments de surface, d'une part que le format original était carré, mais que Courbet a ajouté une bande inférieure de 10 cm de large afin sans doute d'aérer l'ensemble de la composition ; par ailleurs, on distingue des repentirs, la main de la femme était appuyée sur l'épaule de l'homme et l'encadrement était une baie et non un paysage. En revanche, la version de Paris, répétition de ce motif mais d'une taille plus réduite, ne présente à l'analyse aucun repentir.

## Postérité
Le graveur Félix Bracquemond, qui fut proche du peintre, l'a traduit sous la forme d'une eau-forte. 
La toile conservée à Lyon a été vendue durant la vente Courbet en 1881, achetée par M. Hard. Revendue à M. Brame, elle rentre dans les collections du musée lyonnais en 1892.
La réplique de Paris est entrée au Petit Palais en 1909, à la suite d'un don de Juliette Courbet.